# CLCN1
Le canal chlore musculaire, CLCN1 (en anglais Chloride channel protein, skeletal muscle), est un canal chlore du muscle squelettique. Cette protéine est codée par le gène CLCN1 chez l'humain ; les mutations survenant dans ce dernier peuvent causer la myotonie congénitale.